# Grammonota innota
Grammonota innota är en spindelart som beskrevs av Arthur M. Chickering 1970. Grammonota innota ingår i släktet Grammonota och familjen täckvävarspindlar.
Artens utbredningsområde är Panama. Inga underarter finns listade i Catalogue of Life.